# 市川栄之助
市川 栄之助（いちかわ えいのすけ、天保2年（1831年）? - 明治5年11月25日（1872年12月25日））は、貸本屋。日本語教師。

## 生涯
上総国に生まれる。東京芝で三河屋という貸本屋を開いた。明治2年(1869年)にたまたま用事があって築地に行ったときに、D・C・グリーン宣教師が道に迷っているのを見て、ゼスチャーで案内することを通して知り合いになった。それがきっかけでグリーンの日本語教師になった。
グリーンが神戸に移住する時に市川に同行を求めた。市川は神戸に同行することを承認し、貸本屋を処分して神戸に夫婦で同行することになった。神戸ではグリーンの近くに家を借りて毎日通って日本語を教え続けた。
明治4年(1871年)3月に来日したO・H・ギューリック宣教師にも日本語を教えた。明治4年5月京都で万国博覧会が開かれた時に開催された宣教師会議に出席するために、ギューリックは夫婦で長途に行った。禁教のキリスト教を理由として明治4年5月13日(1871年6月30日)金曜日夜に近所の家を訪ねた時に逮捕され、夫人の市川まつも同行を求められた。家宅捜索をされ証拠品を押収され、二人は留置所に閉じ込められた。
逮捕時に押収された書物は、漢文の旧約全書、新約全書、J・C・ヘボンの翻訳によるマタイによる福音書、ヨハネによる福音書、マルコによる福音書、祈祷文の写本。市川栄之助は外人礼拝に出席していたため、キリスト教を信仰した容疑がかけられた。そして、京都の弾正台に送られてしまった。
グリーン宣教師らはこの事件をアメリカ領事館に訴え、アメリカ領事は兵庫県知事中山信彬に抗議し、釈放を求めたが、市川栄之助はキリスト教信仰を理由に拷問にかけられキリスト教の信者であるかどうか厳しく取り調べられた。市川はそれを否定し続け、寛大な処置を求めた。明治5年（1872年）11月25日に牢内で秘密裏に処刑され死去した。

## 死後
明治3年（1870年）6月のグリーン宣教師の証言では、市川は祈りについて尋ね、キリスト者になるという決意を明らかにしていた。だが、伝道さえしなければ日本政府も手出ししないと述べたので、グリーンは漢文聖書でマタイによる福音書の最後にあるイエス・キリストの命令を示した。グリーンは市川がキリスト者であるために受けなければならない苦難に対して、十分な準備ができているかを危惧していたが、市川が毎日聖書を読んでいたことに期待を持っていた。
グリーンは日本で「切支丹邪宗門之儀は堅く御禁制たり」という高札を見て、市川に解説してもらう。また浦上四番崩れの事件をアメリカン・ボードに報告し、信教の自由を守るための運動を呼びかけた。これを受けてアメリカン・ボードは、日本における信教の自由をアメリカ政府に訴えた。
明治4年（1871年）にアメリカ合衆国と条約改定交渉を行った岩倉遣外使節は、日本におけるキリスト教迫害は無いと主張したが、デロングが市川のことを問題にしたと言われる。
明治6年（1873年）にキリスト教禁止令は解かれた。グリーンは釈放された未亡人の市川まつを、引き取って生涯世話をし、アメリカン・ボードに未亡人に支払う年金を請求した。未亡人の市川まつ姉妹は明治7年（1874年）4月19日の神戸公会設立の日に洗礼を受け、明治42年（1909年）7月30日に召天。
市川栄之助は、自覚的な信仰を持っていたか不明であり、洗礼も受けていないが、彼を日本における最初のプロテスタント殉教者とする説もある。

## 墓碑銘
原胤昭が青山霊園に建てた墓碑には次のように書かれている。
市川夫妻之碑

市川栄之助君は東京の人夙に基督教を学ふ明治4年6月此故を以って其妻松と共に神戸の獄に繋かれ翌年11月病を得て京都二条の獄に死す先是米国宣教師を公使に訴ふ偶岩倉大使欧米巡遊の途に在り米国国務大臣の質す所となる大使直ちに之を本国に通し信教の為め入獄せる者を放免し初て禁教の政札を撤去せしむ君亦眠を安して可也　

明治三十七年（1904年）7月

基督教有志之を建つ。

鱸猛麟刻む